# Pavlopetri

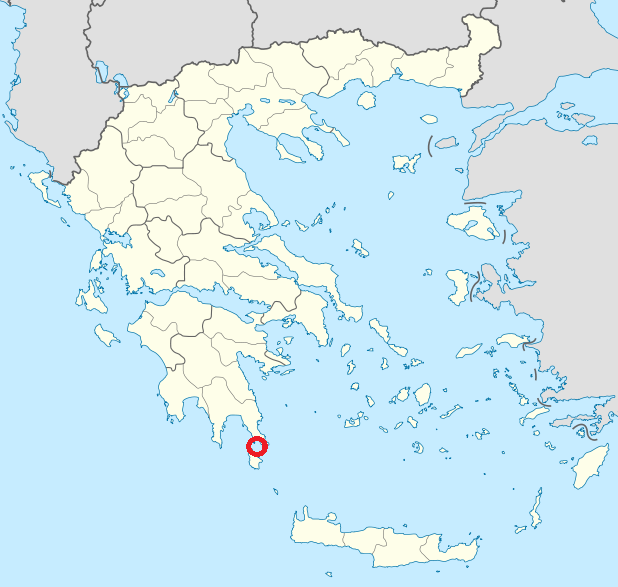
Lage von Pavlopetri

Als Pavlopetri (griechisch Παυλοπέτρι) wird ein archäologischer Fundort vor der Küste des südlichen Lakonien in Griechenland bezeichnet. Es handelt sich um eine bronzezeitliche Stadt, die durch Setzungen des Bodens und den Anstieg des Meeresspiegels heute unter dem Meeresspiegel des Mittelmeeres liegt.

## Lage
Die archäologische Stätte ist bei der kleinen Insel Pavlopetri zwischen der Südostspitze der Peloponnes und der Insel Elafonissos in drei bis vier Meter Tiefe auf sandigem Meeresboden gelegen.

## Geschichte der Erforschung
Von unter der Meeresoberfläche gelegenen archäologischen Überresten vor der Südostküste Lakoniens am westlichen Ende der Bucht von Vatika berichtete erstmals 1904 der griechische Geologe Fokion Negris, ohne deren Bedeutung erkannt zu haben.
Die Stätte wurde 1967 von Nicholas Flemming, damals am National Oceanography Centre in Southampton, wiederentdeckt und im Jahr 1968 von einem Archäologenteam aus Cambridge kartiert. Die archäologischen Feldstudien brachten einen fast vollständigen Grundriss mit Straßen, Gebäuden und Gräbern zu Tage.
Die unterwasserarchäologischen Forschungen wurden erst nach 40 Jahren im Jahr 2009 als gemeinsames Projekt britischer und griechischer Forscher wieder aufgenommen. Das Archäologen-Team, dem auch Nic Flemming angehört, wird von Jon Henderson von der Universität Nottingham gemeinsam mit Elias Spondylis vom Ephorat für Unterwasserantiquitäten des griechischen Kulturministeriums geleitet.
Die Feldstudien 2009 hatten im Wesentlichen die Vermessung und Kartierung der Stätte zum Inhalt. Als erste versunkene Stadt wird Pavlopetri digital dreidimensional vermessen. Dabei wurden vom Militär und bei der Erdölprospektion entwickelte Sonarmesstechniken eingesetzt.
Bis 2013 fanden vier weitere Kampagnen für Feldstudien vor Ort statt.
Seit 2016 ist die Fundstelle mit Bojen markiert und 2018 wurde sie als erster archäologischer Fundort Griechenlands unter Wasser in offizielle Seekarten eingetragen und damit die Gewässer für den Bootsverkehr gesperrt.

## Datierung
Zunächst waren die Ruinen der mykenischen Periode 1600 bis 1100 v. Chr. zugerechnet worden. Spätere Forschungen ergaben eine ältere Besiedlungszeit. Die Gebäude stammen überwiegend aus der frühen Bronzezeit ab etwa 2800 v. Chr., einzelne Steinkisten-Gräber sind wesentlich jünger und stammen aus der Mykenischen Kultur der späten Bronzezeit um 1680 bis 1180 v. Chr.
Eine noch ältere Besiedlung belegen Keramikscherben aus dem Ende der Jungsteinzeit um 3000 v. Chr., die bei jüngsten Erkundungen gefunden wurden. Medien bezeichnen Pavlopetri daher als die älteste versunkene Stadt der Welt.
Es wird angenommen, dass die Stadt um 1000 v. Chr. durch seismische Aktivitäten im Meer versank. Da sie danach unzugänglich war, wurde sie weder überbaut noch durch Landwirtschaft beeinträchtigt.

## Die Stadt
Die Gebäude der Stadt sind teilweise erhalten. Im Laufe der Jahrhunderte ist die Stätte zwar von Erosion beeinträchtigt worden, die Grundmauern und der Grundriss lassen sich jedoch nahezu vollständig rekonstruieren. Es gibt mindestens 15 Gebäude. Die neuesten Entdeckungen im Jahr 2009 erstrecken sich allein auf 9000 Quadratmeter. Es wird angenommen, dass die Stadt einst 100.000 Quadratmeter groß war; etwa die Hälfte der Fläche hat das Archäologen-Team mittlerweile kartiert. Wohnhäuser, Straßen, Höfe und Bauten für wahrscheinlich religiöse Zwecke, Gruften und Gräber. Die Stätte wird derzeit durch Anker von Booten, Touristen und Souvenirjäger beschädigt.